# Demansia angusticeps
Demansia angusticeps là một loài rắn trong họ Rắn hổ. Loài này được Macleay mô tả khoa học đầu tiên năm 1888.